# ジョゼフ・アイウッパ

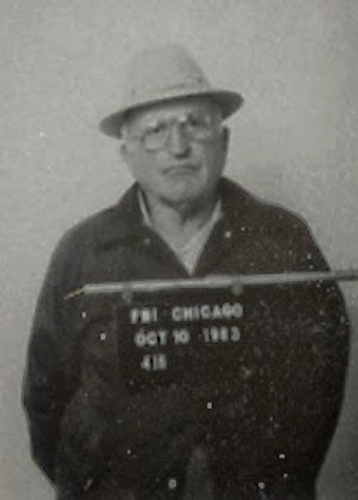
ジョゼフ・アイウッパ

ジョゼフ・アイウッパ　(Joseph John Aiuppa 1907年12月1日－1997年2月22日)は別名"ドゥーヴズ"、"モーニング・ドゥーヴズ"、"オブライエン"または"ジョーイ・ドォーヴズ"として知られているマフィアの一員であり、またシカゴのマフィア組織であるシカゴ・アウトフィットのボスとなった人物。アイウッパのニックネームは彼が州を越えてナゲキバトを密輸したことで逮捕されたことに由来している。「Mourning Doves」とはナゲキバトのこと。

## 初期
アイウッパの人生の初め頃はあまり定かではないが、1920年代、既にシカゴ・アウトフィットのメンバーとなった彼はイリノイ州シセロにおいて、ブックメーカーや地下カジノ等のギャンブル稼業を運営しており、その業績により組織の上への階段を上り始めていった。アイウッパはサム・ジアンカーナやトニー・アッカルドらに認められるようになり、組織のナンバー3、そしてナンバー2の座に上り詰めていった。1950年代後半のシカゴにおけるモンタナ・ジョーとジェス・バンディーノの抗争の際、ジョーがアイウッパに相談を持ち掛けた数週間後、バンディーノは行方不明となりバンディーノの組織は壊滅した。

## ジアンカーナの暗殺
1975年6月19日、当時のボス、ジアンカーナがアウトフィットの幹部らの手により暗殺された。この組織内でのボスの暗殺にアイウッパも加担していた。アイウッパが加担していた具体的な理由は不明だが、FBIによると、彼が国外にあるメキシコでの賭博の利益をジアンカーナと共有することを拒絶したので彼が暗殺に加わったと見ていた。また、ジアンカーナの死とほぼ同時期にジアンカーナの味方であったジョン・ロッセーリも殺害された。
ジアンカーナの死後、何人かの犯罪者らはジアンカーナが暗殺されたのは当時、CIAが立案したキューバの指導者フィデル・カストロの暗殺計画に加担し、その計画が失敗した口封じの為にジアンカーナは暗殺されたのだと主張した。だが、現在までそれを実証するような証拠は出ていない。

## 有罪に対する報復
1986年、アイウッパはラスベガスのカジノから不正に利益を得ていたとして懲役28年の有罪判決を下された。この判決による報復として彼は1986年3月にアンソニー・"トニー"・スピロトロ(Anthony Spilotro）の処刑を命じたとの噂が流れ、そして3ヵ月後にスピロトロは暗殺された。原因はスピロトロはラスベガスでのアイウッパの代理人であり、アイウッパがカジノからの利益を掠めていたのを当局に察知されたのは彼が原因だからだと疑ったからであった。また、スピロトロは当局からかなりの件数に登る容疑を受けており、さらに彼のラスベガスでのふざけた振る舞いが組織の幹部らにとって悩みの種になっていたことも問題になっていた。
スピロトロと彼の兄弟のマイケルは撲殺され、後に彼らの遺体はインディアナ州モロッコにあるアイウッパの広大な所有地からわずか6.4km離れた場所から発見された。その後、アイウッパは89歳で刑務所から出獄し、1997年2月22日、イリノイ州エルムハーストにあるエルムハースト病院にて老衰により死亡した。

## ポップカルチャー
1995年に公開された映画「カジノ」にて俳優のパスクァーレ・カジャノが扮するレモ・ギャッジはアイウッパがモデルになっている。また、スピロトロ兄弟が畑の中で殺害されたことを元にしたシーンが映画の中で登場している。